# Liga Invernal Veracruzana 2011-2012
La Temporada 2011-2012 de la Liga Invernal Veracruzana fue la edición número 7 de la segunda etapa de este circuito.
El equipo campeón fue Brujos de Los Tuxtlas, derrotando en la Serie Final 4 juegos a 1 a los Chileros de Xalapa, bajo el mando del mánager Pedro Meré.

## Cambios en la competencia
Se fijó un tope salarial de $20 mil pesos mensuales.
El presupuesto con el que contó la liga fue de 700 mil pesos, de ahí que los directivos solo pudieron contar $100 mil pesos semanales.
Para esta campaña hubo una reducción de 12 a 10 equipos, y se presentó a Octavio Pérez Garay como el nuevo presidente del circuito.

## Equipos participantes
| Liga Invernal Veracruzana 2011-2012 |                                |                             |                                      |
| Zona                                | Equipo                         | Sede                        | Estadio                              |
| Centro                              | Cafeteros de Córdoba           | Córdoba, Veracruz           | "Beisborama"                         |
| Centro                              | Chicataneros de Huatusco       | Huatusco, Veracruz          | Centenario                           |
| Centro                              | Chileros de Xalapa             | Xalapa, Veracruz            | Deportivo Colón                      |
| Centro                              | Gallos de Santa Rosa           | Ciudad Mendoza, Veracruz    | Deportivo Esfuerzo Obrero            |
| Centro                              | Indios Limoneros de Cuitláhuac | Cuitláhuac, Veracruz        | Facundo Moreno                       |
| Sur                                 | Atléticos de Medellín          | Medellín, Veracruz          | Alfredo "Zurdo" Ortiz                |
| Sur                                 | Brujos de Los Tuxtlas          | San Andrés Tuxtla, Veracruz | Aurelio Ballados                     |
| Sur                                 | Marlines de Boca del Río       | Veracruz, Veracruz          | Deportivo Universitario "Beto Ávila" |
| Sur                                 | Rojos de Veracruz              | Veracruz, Veracruz          | Deportivo Universitario "Beto Ávila" |
| Sur                                 | Vaqueros de Cosamaloapan       | Cosamaloapan, Veracruz      | Deportivo Cosamaloapeño              |